# Håkan Lindberg
Pour les articles homonymes, voir Lindberg.
Håkan Lindberg, né le 18 décembre 1938 et mort le 21 décembre 2010, est un ancien pilote de rallyes suédois.
1972 fut sa meilleure année en compétition, alors dans le cadre de la Coupe mondiale FIA des constructeurs (ou CIM, Championnat international des marques).

## Palmarès en CIM et WRC
- 1972: vainqueur du rallye de l'Acropole, sur Fiat 124 Sport Spyder (copilote Helmut Eisendle, italien);
- 1972: vainqueur du rallye autrichien des Alpes (Österreichische Alpenfahrt), sur Fiat 124 Sport Spyder (copilote Helmut Eisendle);
  - 2e du rallye autrichien des Alpes en 1970, sur Saab 96 V4 (copilote Sölve Andreasson);
  - 3e du rallye Sanremo en 1972;
  - 4e du rallye de l'Acropole en 1973;
  - 5e du rallye de Suède en 1973;
  - 5e du rallye de l'Acropole en 1970;
  - 6e du rallye autrichien des Alpes en 1973.